# Фролов, Степан Артёмович
Степан Артёмович Фролов (род. 25 мая 2004, Тольятти, Самарская область) — российский хоккеист, защитник московского «Спартака», выступающий также за фарм-клуб воскресенский «Химик».

## Биография
Начал заниматься хоккеем в школе тольяттинского «Волгаря», в 2013 году перешёл в академию «Лады». С сезона 2020/21 начал привлекаться к играм за «Ладью» в Молодёжной хоккейной лиге, где дебютировал 6 сентября 2020 года в матче против «Кузнецких медведей» (4:3). 14 октября 2020 года в матче против «Реактора» (4:5 ОТ) Фролов набрал первое очко в МХЛ, сделав голевую передачу. Всего в дебютном сезоне в МХЛ провёл 39 матчей и набрал одно (0+1) очко. 11 мая 2021 года Фролов в результате обмена перешёл в систему московского «Спартака», где начал выступать в составе МХК «Спартак» в МХЛ. 3 июля 2024 года заключил новый контракт со «Спартаком» на один год.
Летом 2024 года начал привлекаться в фарм-клуб «Спартака» во Всероссийской хоккейной лиге, воскресенский «Химик», с которым проходил предсезонный сбор. 9 сентября 2024 года дебютировал в ВХЛ в матче против «Рубина» (2:3). 1 октября 2024 года Фролов набрал своё первое очко на профессиональном уровне, сделав голевую передачу в матче против клуба «Торпедо-Горький» (7:0). 8 декабря 2024 года дебютировал за московский «Спартак» в Континентальной хоккейной лиге в матче против «Витязя» (4:2), проведя на площадке пять минут и 51 секунду.